# Palača Prašinski-Sermage u Varaždinu
Palača Prašinski-Sermage je reprezentativna barokna palača u Varaždinu. Palaču je u 17. stoljeću sagradio barun Franjo Prašinski (Prassinzky), vrhovni carinar Hrvatske. Sredinom 18. stoljeća prešla je u vlasništvo obitelji Sermage.
Danas je u palači smješten dio fundusa Gradskog muzeja Varaždina - Galerija starih i novih majstora te Arheološki odjel.
U palači je sniman poznati hrvatski film Kanarinčeva ljubovca (1988.), rađen prema istoimenoj noveli Augusta Šenoe.
Ujedno je sniman i film Jovan Stanisavljević "Čaruga" redatelja Rajka Grlića, koji se počeo prikazivati 11. travnja 1991. godine na prostorima ondašnje Jugoslavije.

## Povijesni osvrt
Palača Sermage, jedna od najstarijih kuća u gradu Varaždinu, smještena je na rubnom području Varaždina, u njegovu sjeverozapadnom dijelu. Doživjela je brojne obnove i pregradnje i promijenila veći broj vlasnika. Građena je u 17. stoljeću u vlasništvu obitelji Trupaj te je godine 1683/4. kupnjom prešla u vlasništvo baruna Prassinskog, koji se spominje kao vrhovni carinar u Hrvatskoj već 1673. godine. Unuka Petra Franje Prassinskog, Ivana Prassinsky, godine 1745. udaje se za kapetana prve banske pukovnije, Petra Troila Sermagea, koji nakon smrti svoje supruge postaje vlasnikom palače, imenovan po njemu. Sin Petra Troila i Ivane Prassinsky, Petar Ivan N. Sermage kupuje vrt, odnosno dio zemljišta koji se nalazio ispred kuće uz cestu.
Petar Ivan N. Sermage 1791. godine prodaje palaču Regini Drašković, rođenoj Domjanić, nakon čega grofovi Sermage zauvijek odlaze iz Varaždina.
Kao novi vlasnik 1808. godine spominje se D. Carolus Eduardus Paszthory koji kupuje i susjednu kuću, u vlasništvu Mathiasa Kollera, i pretvara je u gospodarsku zgradu.
Obitelj Paszthory se dugo spominje kao vlasnik palače, čak i do 1851. godine.
Između dva svjetska rata u njoj je stanovalo nekoliko stanara, a nakon Drugoga svjetskog rata grad Varaždin dodjeljuje je Muzeju grada Varaždina za potrebe smještaja galerije slika. Promjene tijekom stoljeća uzrokovane su promjenom vlasnika, načina života i namjene.

## Opis i analiza građevine
Palača Sermage jednokatna je ugaona palača, na istočnom dijelu trga, tlocrtno u obliku slova „L“, s pravokutno postavljena dva krila. Glavno pročelje obogaćeno je reprezentativnim portalom i balkonom iznad te se smatra najranijim primjerom baroknoga portala koji nosi balkon u Hrvatskoj.
Portal je postavljen asimetrično, pomaknut je nalijevo. Nosači portala počivaju na kubusima usađenim u jastučasti kamen pri dnu, dok su dovratnici spojeni segmentnim lukom koji je zaključen zaglavnim kamenom u obliku obrnute krnje piramide. Dva pilastra koja omeđuju otvor portala imaju jednostavne profilirane kapitele koji nose vijenac.
Kasnobaroknim pregradnjama palača dobiva bogato raščlanjeno pročelje koje zadržava sve do danas. Raščlanjeno je okomito, prozorskim osima u nejednakim razmacima, te vodoravno – trakama crne rustike. 
Dvorišna pročelja otvorena su trijemom u prizemlju i arkadnim hodnicima na prvome katu, svođenima bačvastim svodom s trokutastim susvodnicama.
Prizemlje obuhvaća niz prostorija različitih veličina bočnog i glavnog krila s izlaskom na trijem dvorišta. Predprostor spaja ulazni portal s trijemom te s ostatkom prizemlja palače. Slijeva se nalaze prostorije radnoga prostora te stan domara, dok se na desnoj strani nalaze prostorije bočnoga krila, različitih veličina, u funkciji izložbenog prostora. Prostorije su međusobno povezane i prohodne te imaju pristup trijemu.
Prvi kat je najočuvaniji dio građevine. Obnovom 1947. godine ponovo su izvedene štuko-dekoracije stropova, kao i renovacija unutarnjih dijelova: parketa, zidova, prozora i vrata. Stubište iz 18. st. kroz trijem vodi do izložbene galerije glavnoga krila. Prostorije izložbene galerije različitih su veličina, protežu se kroz cijeli prostor bočnog i glavnog krila, te su međusobno povezane i prohodne, omogućujući vezu između galerije i novouređenog depoa na tavanu gospodarske zgrade.

## Valorizacija i stilsko određenje
Palača Sermage ranobarokna je palača s kraja 17. st. i kao takva jedna od najstarijih u gradu Varaždinu. Na to ukazuje prije svega niz prostorija ritmiziranih veličinom (s prvoga kata), zatim otvoreni trijemovi prizemlja i prvoga kata, te spljošteni lukovi arkada. 
Jednostavno profilirani kameni natprozornici i klupice, kao i luk ulaznog otvora. Kasnobaroknom pregradnjom unose se novine u ovaj prostor, pretvarajući ga u otmjenu grofovsku rezidenciju. Izgradnjom novoga stubišta te asimetričnim postavljanjem portala, koji povezuje prizemlje s prvim katom, naglašava se reprezentativnost prostorne koncepcije. Pročelje je bogato dekorirano ranobaroknim načinom oblikovanja, upotrebljavajući crnu rustiku, što je inače tekovina renesanse i jedinstveno u Varaždinu.

## Zaštita
Pod oznakom Z-2615 zavedeno je kao nepokretno kulturno dobro - pojedinačno, pravna statusa zaštićena kulturnog dobra, klasificirano kao "stambena građevina".

## Poveznice
- Gradski muzej Varaždin